# Sobekemsaf (vương hậu)
Sobekemsaf là một vương hậu sống vào thời kỳ Vương triều thứ 17 của Ai Cập cổ đại.

## Tên gọi
Tên của Sobekemsaf mang ý nghĩa là "Sobek bảo vệ ông ấy". Về mặt ngữ nghĩa, tên của vị vương hậu này khá là nam tính. Mặc dù tính nữ của cái tên này vẫn tồn tại (được viết là sbk-m-z3 = s), tất cả các nguồn chứng thực về bà đều được viết là sbk-m-z3=f, tính nam của tên gọi này. Có thể thấy đây không phải là lỗi của người ghi chép, và có lẽ bà được đặt theo tên của một tiền nhân trong dòng họ. Một cái tên nam tính được đặt cho một người nữ không phải là chuyện hiếm gặp trong Thời kỳ Chuyển tiếp thứ Hai.

## Thân thế
Sobekemsaf được sinh ra và lớn lên tại Edfu, ở phía nam của kinh đô Thebes lúc bấy giờ. Bà kết hôn với pharaon Nubkheperre Intef, một vị vua thuộc Vương triều thứ 17. Hai trong số những danh hiệu mà vương hậu Sobekemsaf được phong tặng là "Chị em gái của Vua" và "Con gái của Vua". Có thể thấy, vương hậu Sobekemsaf xuất thân trong vương tộc và là chị em với một pharaon chưa xác định, có thể là Sekhemre-Heruhirmaat Intef.
Sobekemsaf được nhắc đến trên những chiếc vòng tay và dây chuyền (hiện đang được lưu giữ tại Bảo tàng Anh), trên đó cũng có khắc tên của chồng bà, là Nubkheperre Intef, và trên một tấm bia được tìm thấy ở nơi quê nhà của Sobekemsaf (tức Edfu) (mang mã hiệu CG 34009). Tấm bia nói trên thuộc sở hữu của một quan chức kiêm tư tế tên là Yuf có niên đại từ thời Vương triều thứ 18, đề cập đến việc xây dựng lại ngôi mộ của bà, cũng nguồn chứng thực cho danh hiệu "Chị em gái của Vua". Một tấm bia khác có ghi lại tên một người chị em của Sobekemsaf là Neferuni và mẹ của họ, nhưng tên của người mẹ đã bị mất. Danh hiệu "Con gái của Vua" của Sobekemsaf được phát hiện trên tấm bia này, và nhiều suy đoán cho rằng, bà có lẽ là con gái của pharaon Rahotep.
Các danh hiệu mà Sobekemsaf được phong là: Vợ của Vua, Chánh cung Vương hậu của Pharaon, Hợp nhất với Vương miện Trắng, Con gái của Vua, Chị em gái của Vua.